# Myrmecia inquilina
Myrmecia inquilina är en myrart som beskrevs av Douglas och Brown 1959. Myrmecia inquilina ingår i släktet bulldoggsmyror, och familjen myror. IUCN kategoriserar arten globalt som sårbar. Inga underarter finns listade i Catalogue of Life.